# Longin von Klin

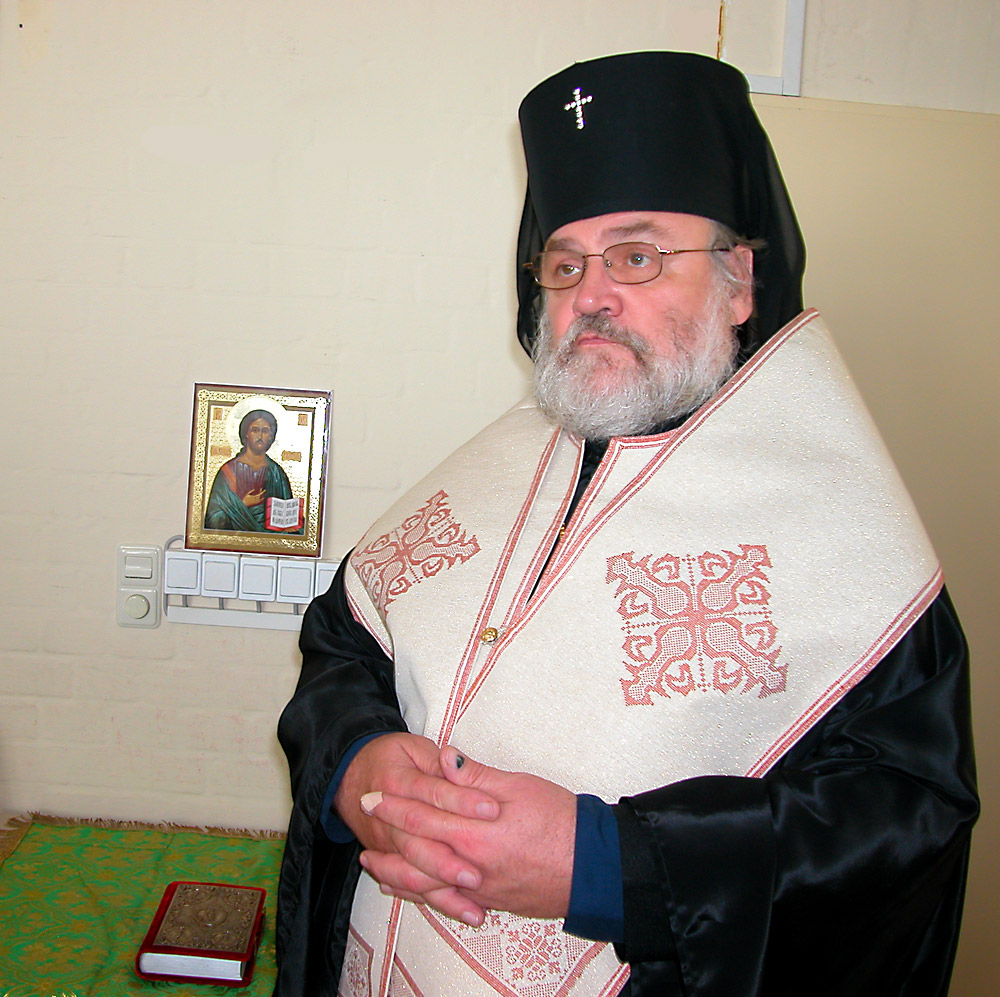
Erzbischof Longin von Klin

Erzbischof Longin von Klin, mit bürgerlichem Namen Juri Wladimirowitsch Talypin (russ. Юрий Владимирович Талыпин; * 17. Februar 1946 in Helsinki; † 25. August 2014 in Düsseldorf) war russisch-orthodoxer Erzbischof und Leiter der Ständigen Vertretung der Russischen Orthodoxen Kirche in Deutschland und der Europäischen Union.

## Leben
Kindheit und Jugend verbrachte er in Finnland. Seine Eltern, Wladimir Talypin und Tatiana Jakowlewa, waren Angehörige der Weißen Bewegung im Russland der frühen 1920er-Jahre. Er hatte einen älteren Bruder.
Longin wurde am 11. April 1969 Mönch und empfing am 13. April 1969 die Diakonweihe sowie am 18. Mai 1969 die Priesterweihe.
1979 kam er nach Deutschland und wurde am 16. November 1979 Propst in Düsseldorf. Am 11. Oktober 1981 wurde er Bischof von Düsseldorf und seit 23. Dezember 1992 Erzbischof von Klin.
Er starb am Morgen des 25. August 2014 in Düsseldorf. Nach der Trauerfeier wurde Erzbischof Longin von Klin auf dem neuen Friedhof in Ippendorf beigesetzt.